# Scamboneura claggi
Scamboneura claggi är en tvåvingeart som beskrevs av Alexander 1931. Scamboneura claggi ingår i släktet Scamboneura och familjen storharkrankar. Inga underarter finns listade i Catalogue of Life.